# 歐鰱
歐鰱（學名：Squalius cephalus）是雅羅魚科的一種淡水魚。它們經常游到歐洲緩慢水流的河流或運河中。

## 分佈
歐鰱分佈在安道爾、亞美尼亞、奧地利、阿塞拜疆、白俄羅斯、比利時、波斯尼亞和黑塞哥維那、保加利亞、捷克、愛沙尼亞、芬蘭、法國、格魯吉亞、德國、希臘、匈牙利、伊朗、義大利、哈薩克斯坦、拉脫維亞、立陶宛、摩爾多瓦、荷蘭、挪威、波蘭、葡萄牙、羅馬尼亞、俄羅斯、塞爾維亞與蒙特內哥羅、斯洛伐克、西班牙、瑞典、瑞士、土耳其、烏克蘭及英國。

## 特徵
本魚體粗壯，頭部又大又圓，身體呈長圓柱形，覆蓋著巨大的綠棕色鱗片，背部邊緣有黑色的窄帶，側面呈淺金色，腹部較淺，尾巴是深棕色或黑色，背鰭是灰綠色，其他魚鰭橙紅色，背鰭有3個棘和7-9條軟條，臀鰭有3個棘和7-10條軟條，體長可達60公分，體重可達8公斤、壽命可達22年。

## 生態
主要棲息在流動緩慢的河川及湖泊淺水處，幼魚成群活動，成魚通常單獨活動，以甲殼類、小魚、青蛙、小型哺乳類及水鳥等為食，繁殖期為5月至9月，雌魚在礫石基質上方快速流動的水中產卵，但很少在水下植被中產卵。雌魚在一個季節內產卵不只一次，每隻雌魚都會與幾隻雄性交配。雌魚產下淡黃色黏性卵，卵附著在流水中的礫石、雜草和石頭上。可作為食用魚及遊釣魚。

## 漁獵
歐鰱對垂釣者來說並不陌生，由於它們隨時都會覓食，故很易被釣起。就算是缺乏經驗的垂釣者也可以輕易釣起細小的歐鰱。當它們逐漸長大時，就會變得很怕羞，只要是聲音及視覺的騷擾都會嚇走它們，並會躲到洞穴或樹根下。故此，重於2公斤的大歐鰱很多時都會時垂釣者的目標。除了天然的魚餌外，芝士、甜玉米、麪飽、蚯蚓及黃蜂幼蟲等都可以作為魚餌。
於2007年5月，英國就釣起了一條重4.2公斤的歐鰱。

## 外部連結
- Froese, R. & Pauly, D. (eds.) (2006). Leuciscus cephalus. FishBase. Version 2006-03.